# Финголфин
Финголфин (квен. Nolofinwë) је измишљени лик из легендаријума Џ. Р. Р. Толкина, који се појављује у „Силмарилиону“.

## Живот у Валинору
Финголфин је био Узвишени краљ Нолдора у Белеријанду, други син Финвеа, рођени брат Финарфина и полубрат Феанора, најстаријег Финвеовог сина. Његова мајка је била Индис, од Ванјара. Његова супруга је била Анаире, а деца Фингон, Тургон, Аредела и Аргон. Речено је да је Финголфин био најснажнији, најпостојанији и најодважнији од свих Финвеових синова, а неки су га називали и највећим ратником све деце Илуватара. Његово име на квенијском језику - једном од Толкинових измишљених језика - било је Нолофинве, што значи „мудри Финве“.
Финголфин је, као и Финарфин, био син Финвеове друге жене, Индисе, којом се Финве оженио након Миријелине смрти. Док су живели у Аману, стално је било чарки између синова Индисе и Миријелиног сина (Феанора), углавном због Мелкорове издаје. Међутим, Финголфин је сваком приликом покушавао да поправи свој однос са Феанором. Чак и када му је Феанор претио мачем и био протеран из Тириона, Финголфин му је опростио и покушао је да поправи њихов однос. То се десило непосредно пре него што су Два Дрвета уништена и пре помрачивања Валинора. Након тога, и након Феанорове одлуке да напусти Аман, Финголфин је одабрао да га прати у избеглиштво, како се не би одрекао сопственог народа.

## Одлазак у Средњу земљу
Финголфин је повео највећу групу Нолдора када су из Амана кренули у Средњу земљу, иако је мислио да то није мудар потез - није желео да свој народ препусти Феаноровом вођству. Његови пратиоци су учествовали у Родоубијању у Алквалонеу, али само зато што су пристигли пошто је борба већ почела, не знајући да је Феанор био нападач. Он је био вођа који је повео Нолдоре кроз лед Хелкараксеа, након Феанорове издаје, и убрзо затим, након рађања Сунца, дошао је пред капије Ангбанда, огласио своје трубе, али је Мелкор, сада називан Морготом, остао скривен унутра. Финголфин и Нолдори су потом заузели северне обале језера Митрим, одакле се претходно повукао народ Феанорових синова.
Његов син Фингон је спасао Маидроса са литица Тангородрима, који се, у знак захвалности, одрекао свог права на краљевање Нолдорима. Тако је Финголфин постао Узвишеним краљем Нолдора и, населивши се у Хитлуму, владао је из своје утврде Барад Еитела на источним обронцима Еред Ветрина, намерно себе оставивши као најближег Морготу од свих Нолдора.

## Смрт
Када је поразио Орке у Дагор Агларебу, Финголфин је држао опсаду Ангбанда готово 400 година. Али опсада је пробијена Морготовим изненадним нападом у Бици изненадног пламена, и многи народи Белеријанда су се разбежали. Када је Финголфин ово сазнао, и пошто је добио лажан извештај да су сви његови савезници били поражени на свим фронтовима, изпуњен бесом и очајањем, зајахао је свог коња Рохалора и, опасавши свој мач Рингил, одјахао сам према Ангбанду. Сви непријатељи су бежали пред њим, бојећи се његовог гнева и погрешно сматрајући га у његовој махнитости за Оромеа, Валара заштитника ловаца.
Дунувши рог пред капијама Ангбанда, изазвао је Моргота на двобој. Иако се Моргот плашио Финголфина (од свих Валара, само је Моргот познавао страх), морао је да прихвати изазов, или да се суочи са срамотом у очима својих слугу. Седам пута је Финголфин ранио Моргота, седам пута је Моргот зајаукао од бола, и седам пута су Морготове слуге уздахнуле од муке, али он, као један од Валара, није могао бити убијен. 
Када год би Моргот напао, Финголфин би избегао ударац, склањајући се са пута Морготовом оружју Гронду, које би оставило кратер у земљи. На крају, ипак, Финголфин се, уморивши се, саплео и пао у кратер. Тада је Моргот стао на Финголфинов врат и убио га, али не пре него што га је краљ, последњим дахом пркоса, ранио у ногу. Након овога, Моргот је увек храмао. Побеснели Моргот је хтео да обешчасти краљево тело, али је Торондор, краљ орлова, слетео до Ангбанда, изгребао Морготово лице и однео Финголфиново тело на литицу изнад Гондолина. Касније је Тургон ту подигао споменик над остацима свога оца.

## У популарној култури
Песма „Time Stands Still (At the Iron Hill)“ немачког пауер метал бенда Блајнд гардијан говори о борби између Финголфина и Моргота.